# شوريا (صاروخ)
صاروخ شوريا  ((بالسنسكريتية: शौर्य)‏ : Valour) هو صاروخ أرض-أرض باليستي تكتيكي تفوق سرعته سرعة الصوت، طور من قبل منظمة بحوث الدفاع والتنمية الهندية للاستخدام من قبل القوات المسلحة الهندية.
يبلغ مدى الصاروخ 750 إلى 1,900 كم،  ويقدر على حمل طن من الرؤوس الحربية التقليدية أو النووية. ولديه القدرة على ضرب أي عدو في المدى القصير والمتوسط.

## وصلات خارجية
- Missile success
- Shourya/Sagarika Missile